# Jelysawethradka
Jelysawethradka (ukrainisch Єлизаветградка; russisch Елизаветградка Jelisawetgradka) ist eine Siedlung städtischen Typs in der Oblast Kirowohrad im Zentrum der Ukraine mit etwa 1100 Einwohnern (2025).

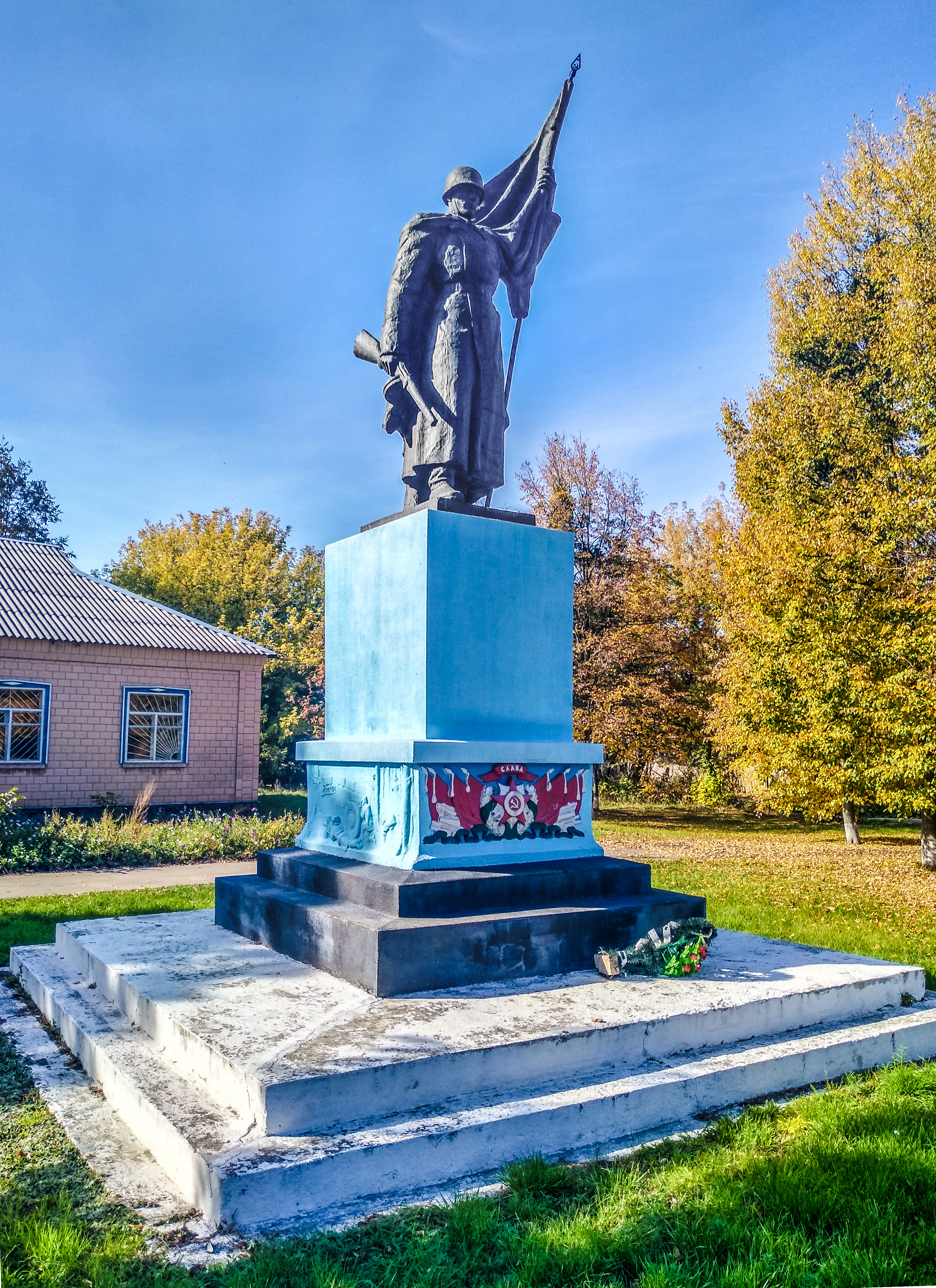
Denkmal im Ort

Jelysawethradka besitzt seit 1957 den Status einer Siedlung städtischen Typs und liegt im Rajon Kropywnyzkyj am Ufer der Inhulez 30 km südöstlich vom ehemaligen Rajonzentrum Oleksandriwka und 38 km nördlich vom Oblastzentrum Kropywnyzkyj. Durch die Siedlung verläuft die Territorialstraße T–12–07.
Am 12. Juni 2020 wurde die Siedlung ein Teil der neugegründeten Siedlungsgemeinde Oleksandriwka, bis dahin bildete sie zusammen mit dem Dorf Plischky (Плішки) die gleichnamige Siedlungsratsgemeinde Jelysawethradka (Єлизаветградківська селищна рада/Jelysawethradkiwska selyschtschna rada) im Südosten des Rajons Oleksandriwka.
Am 17. Juli 2020 kam es im Zuge einer großen Rajonsreform zum Anschluss des Rajonsgebietes an den Rajon Kropywnyzkyj.